# Edgeworthia longipes
Edgeworthia longipes är en tibastväxtart som beskrevs av John Henry Lace. Edgeworthia longipes ingår i släktet Edgeworthia och familjen tibastväxter. Inga underarter finns listade i Catalogue of Life.